# اس‌ام‌اس کایزر (۱۹۱۱)
اس‌ام‌اس کایزر (۱۹۱۱) (به انگلیسی: SMS Kaiser (1911)) یک کشتی بود که طول آن ۱۷۲٫۴ متر (۵۶۶ فوت) بود. این کشتی در سال ۱۹۱۱ ساخته شد.